# Kati (jeu)
Pour les articles homonymes, voir Kati.

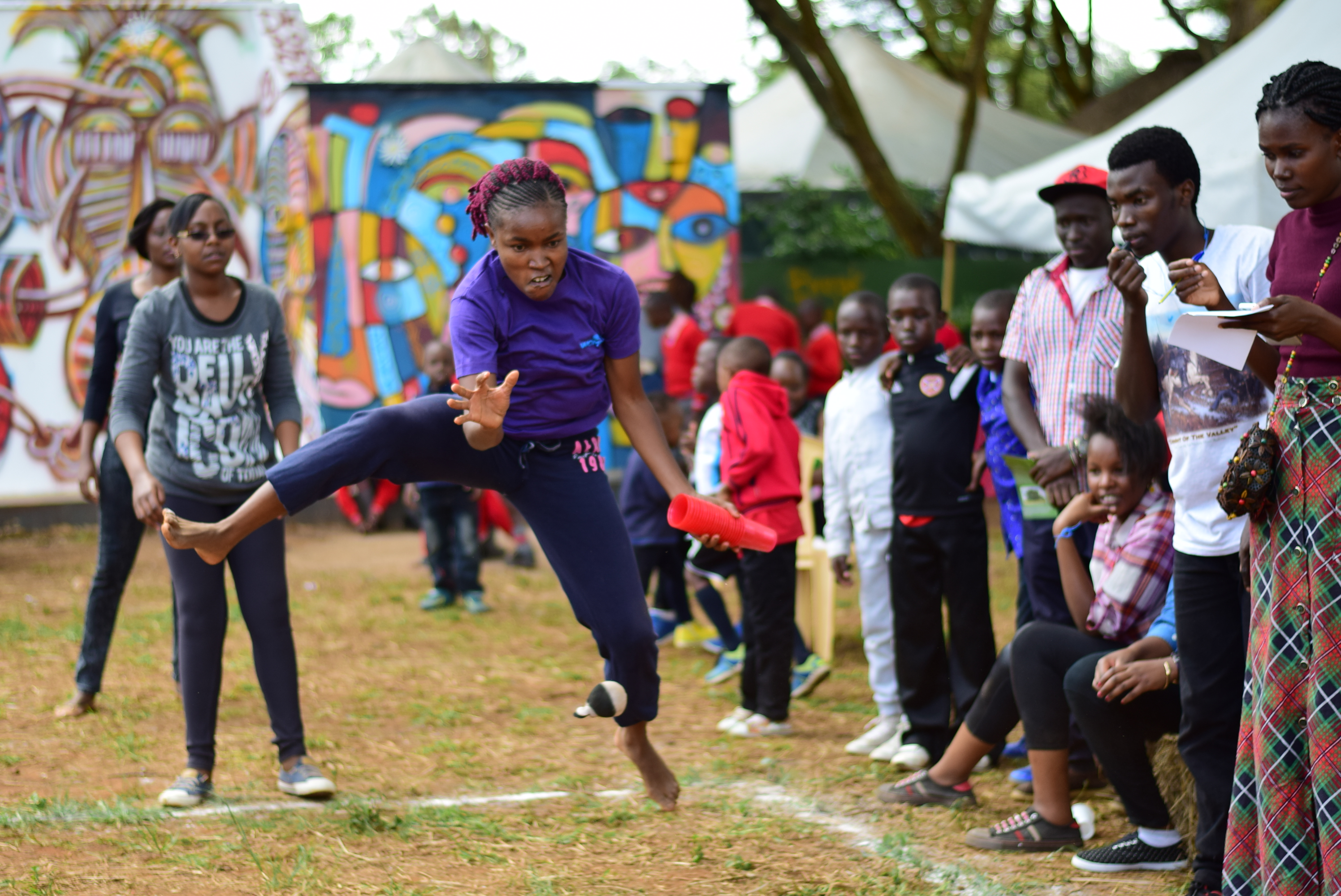
Une joueuse en plein effort.

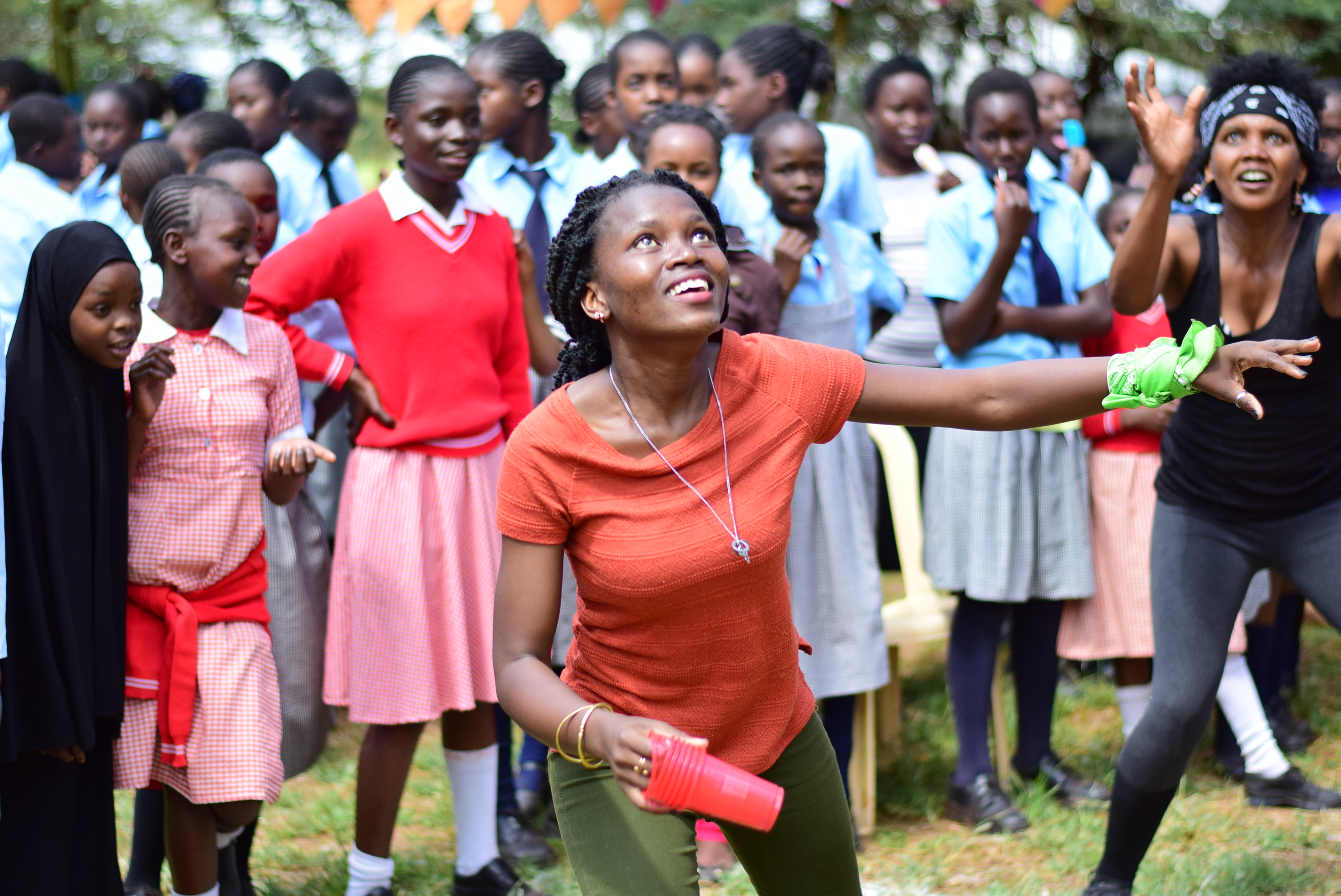
Des joueuses motivées.

Le kati est un jeu traditionnel populaire au Kenya. C'est la version locale de la balle au prisonnier.
Kati (ou katikati), en swahili, signifie « au milieu », « au centre ».
Considéré comme moins « physique » que des sports tels que le football, il est pratiqué surtout par les filles, généralement entre 7 et 13 ans.
On y joue avec un seul accessoire, une balle, confectionnée avec des chaussettes ou du papier.
Il s'agit de toucher les autres joueurs et de ne pas l'être, sous peine d'être éliminé, mais il existe plusieurs variantes de ce jeu.